# Monte Lawu
Monte Lawu (en indonesio: Gunung Lawu) es un estratovolcán masivo compuesto que se desarrolla a lo largo de la frontera entre el este de Java y Java Central, en el país asiático de Indonesia. El lado norte está profundamente erosionado y la parte oriental contiene lagos de cráter parásitos y conos parásitos. Una zona fumarólica está situada en el flanco sur a 2550 m. La única actividad reportada de Lawu tuvo lugar en 1885, cuando se reportaron cenizas volcánicas.